# Scolochilus maculatus
Scolochilus maculatus är en skalbaggsart som beskrevs av Monné 1979. Scolochilus maculatus ingår i släktet Scolochilus och familjen långhorningar. Inga underarter finns listade i Catalogue of Life.